# Sphinx albicans
Sphinx albicans är en fjärilsart som beskrevs av Jules Leon Austaut 1907. Sphinx albicans ingår i släktet Sphinx och familjen svärmare. Inga underarter finns listade i Catalogue of Life.